# Demodamant
Demodamant (grec antic: Δημοδάμας, llatí: Demodamas), fill d'Aristides, fou un general selèucida i escriptor grec nascut a Milet o, segons altres, a Halicarnàs.
Va servir com a general dels selèucides en temps de Seleuc I Nicàtor i d'Antíoc I Soter, i fou sàtrapa de la Bactriana i la Sogdiana. De les seves campanyes i les seves experiències escrigué una obra autobiogràfica en què descrivia les províncies que governà i conquerí, la qual feren servir nombrosos geògrafs posteriors com Plini el Vell i Esteve de Bizanci. Ateneu de Nàucratis diu que també va escriure una obra sobre la ciutat d'Halicarnàs.